# Ptychomitrium mucronatum
Ptychomitrium mucronatum là một loài rêu trong họ Ptychomitriaceae. Loài này được (Müll. Hal.) Schimp. ex Paris mô tả khoa học đầu tiên năm 1900.